# حركة أبدية

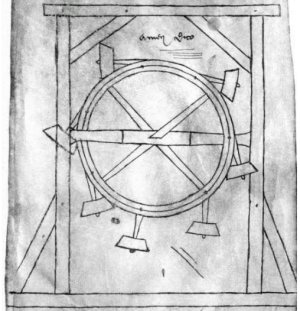
اقتراح لآلة أبدية Perpetuum mobile من تصميم ڤيلارد دو أونيكور منذ عام 1230، ولكنها لا تنجح بسبب الاحتكاك.

الحركة الأبدية هي حركة الأجسام المستمرة إلى الأبد. آلة الحركة الأبدية هي آلة افتراضية تستطيع العمل إلى ما لا نهاية دون حاجتها إلى مصدر للطاقة. يستحيل وجود هذا النوع من الآلات، إذ تتعارض مع قانوني الديناميكا الحرارية الأول والثاني.
تنطبق قوانين الديناميكا الحرارية هذه بغض النظر عن حجم النظام. على سبيل المثال، قد تبدو حركة الأجرام السماوية كالكواكب ودورانها أبديةً، إلا أنها في الحقيقة عرضة للعديد من العمليات التي تبدد طاقتها الحركية بشكل بطيء، مثل الرياح الشمسية، ومقاومة الوسط بين النجمي، والإشعاع الثقالي والإشعاع الحراري. لذا لن تستمر حركتها إلى الأبد.
بالنتيجة، لن تعمل الآلات التي تستمد الطاقة من مصادر محدودة إلى ما لا نهاية، لأنها مدفوعة بواسطة الطاقة المخزنة في المصدر، التي يتحتم عليها النفاذ. تُعد الأجهزة المزودة بالتيارات المحيطية مثالًا شائعًا على ذلك، إذ تُستمد طاقتها بشكل لانهائي من الشمس، التي ستُخمد هي الأخرى في النهاية. اقتُرح استخدام آلات مزودة بمصادر عاتمة، لكنها عرضة لنفس القوانين المحتومة، وستُستنفد في النهاية.
في عام 2017، اكتُشفت حالة جديدة للمادة، بلورة الزمكان، التي تتميز ذراتها المكونة على مقياس مجهري بحركة مستمرة متكررة، بالتالي تحقق تعريف «الحركة الأبدية» حرفيًا. ومع ذلك، لا تشكل هذه الذرات آلات حركة أبدية بشكلها التقليدي، ولا تخرق قوانين الميكانيكا الحرارية إذ إنها في حالتها القاعية الكمومية، فلا يمكن استخراج الطاقة منها؛ لديها «حركة دون طاقة».

## لمحة تاريخية
يعود تاريخ آلات الحركة الأبدية إلى العصور الوسطى. لآلاف السنين، لم يكن واضحًا إذا ما كانت أجهزة الحركة الأبدية ممكنةً أم لا، لكن أظهر تطور النظريات الحديثة في الميكانيكا الحرارية أنها مستحيلة بالفعل. بالرغم من هذا، جرت العديد من المحاولات لإنشاء مثل هذه الآلات، واستمرت إلى عصرنا الحديث. غالبًا ما يستخدم المصممون الحديثون بالإضافة إلى المؤيدين مصطلحات أخرى، مثل «وحدة فائضة»، ليصفوا بها اختراعاتهم.

## المبادئ الأساسية
تتعارض فكرة المحرك الأبدي مع أحد قانوني الثرموديناميك الأول أو الثاني أو مع كليهما معا. ويعبر القانون الأول للديناميكا الحرارية عن مبدأ بقاء الطاقة. ويعبر القانون الثاني للديناميكا الحرارية بعدة صيغ من ضمنها الصيغة البديهية التي تنص على أن «الحرارة تنتقل من الجسم الساخن إلى جسم بارد حتى يصلا إلى التوازن الحراري». كما يمكن أن يعبر عن القانون بأن «الإنتروبي تميل إلى الزيادة في نظام معزول» أو يعبر عنه بصياغة أخرى : «لا يمكن أن يوجد محرك حراري ذو كفاءة حرارية أعلى من كفاءة دورة كارنو».

### التصنيفات
1_ محرك أبدي من النوع الأول : ينتج الطاقة من لاشئ ويعطي بذلك المستخدم طاقة مجانية لا نهائية وهذا يتعارض مع القانون الأول للديناميكا الحرارية.
2_ محرك أبدي من النوع الثاني : يحول الطاقة تلقائيا من الشكل الحراري إلى عمل ميكانيكي بالكامل من دون فاقد. عندما يتساوى الشغل المنجز مع الطاقة الحرارية المعطاة فلا يوجد تعارض مع قانون بقاء الطاقة، لكنه سيتعارض مع القانون الثاني في الثرموديناميك. لكن هذا المحرك يختلف عن المحرك الحراري العادي مثل محرك السيارة حيث أنه في المحرك العادي تنتقل الحرارة من المصدر الحراري ذو درجة الحرارة الأعلى إلى المصدر ذو درجة الحرارة الأدني أي يوجد مخزنين للطاقة. أما المحرك الأبدي فيوجد مخزن وحيد للطاقة ويفترض عدم وجود تبريد فيه أو انتقال للحرارة، وهذا أمر مستحيل وفق القانون الثاني للديناميكا الحرارية.
3_ التصنيف الثالث أكثر غموضا وهو يعرف بأنه يلغي الاحتكاك والمبددات الأخرى بحيث يحافظ على الحركة إلى الأبد. على الرغم أنه من المستحيل الحصول على إلغاء تبديد الطاقة بنسبة 100% ولكن من الممكن الوصول إلى نتائج اقرب إلى المثالية. وحتى لو استطعنا أن نبني مثل هذا الجهاز فهو لن يكون بمثابة مصدر للطاقة إنما كمخزن للطاقة وفي حالة استخدامه فإننا لن نستطيع استخراج شغل ميكانيكي منه أكثر من الطاقة الأساسية المغذية للجهاز في بدايتة، وفي حال توقف إمدادنا له بالطاقة سيتوقف عن الحركة.
4-التصنيف الرابع:يكون المحفز في تحريكه، هو محاولة استقرار أنتروبيته، عن طريق توظيف الأنتروبي كمبدأ عمل.

## آلات الحركة الأبدية الظاهرية
يمكن أن توجد «الحركة الأبدية» في الأنظمة المعزولة فقط، والأنظمة المعزولة الحقيقية غير موجودة، ليس هنالك حقًا أية أجهزة «حركة أبدية» حقيقة. ومع ذلك، هنالك مفاهيم ومسودات تقنية تقدم «الحركة الأبدية»، لكن ظهر مع التحليل الدقيق أنها في الواقع «تستهلك» نوعًا من أنواع الطاقة الطبيعية أو الكامنة، مثل التغيرات المرحلية للماء أو السوائل الأخرى أو الدرجات الحرارية الطبيعية الصغيرة، أو ليس بإمكانها ببساطة الحفاظ على عملية غير محدودة. بشكل عام، يستحيل استخراج عمل من هذه الأجهزة.

### استهلاك المصدر
بعض الأمثلة على مثل هذه الأجهزة:
- تعمل لعبة الطائر الشارب باستخدام درجات حرارة محيطة صغيرة إلى جانب التبخر. تستمر بالعمل حتى يتبخر كل الماء.
- تعمل مضخة الماء المعتمدة على الخاصية الشعرية باستخدام درجات حرارة محيطة صغيرة إلى جانب التغير في ضغط البخار. مع «الوعاء الشعري»، اعتُقد أن الخاصية الشعرية ستحافظ على تدفق الماء في الأنبوب، لكن باعتبار قوة التماسك التي تسحب السائل إلى أعلى الأنبوب تمنع في المقام الأول القطرة من الانطلاق إلى الوعاء، فإن التدفق ليس أبديًا.
- يتألف مقياس إشعاع كروكس من حاوية زجاجية مفرغة جزئيًا مزودة بمروحة خفيفة الوزن يمكن تحريكها بواسطة درجات حرارة «ناتجة عن الضوء».
- أي جهاز يلتقط الحد الأدنى من طاقة الإشعاع الكهرومغناطيسي الطبيعي حوله، مثل المحرك الذي يعمل بالطاقة الشمسية.
- أي جهاز يعمل عن طريق تغيرات ضغط الهواء، مثل بعض الساعات (ساعة كوكس وساعة بيفيرلي). تطلق الحركة طاقةً من الهواء المتحرك الذي اكتسب بدوره الطاقة نتيجة عمله.
- تستخدم ساعة أتموس التغير في ضغط بخار كلوريد الإيثيل مع درجة الحرارة لتدوّر زنبرك الساعة.
- جهاز مزود بالتحلل الإشعاعي الناتج عن نظير يتمتع بعمر نصف طويل نسبيًا؛ يمكن أن يعمل مثل هذا الجهاز بشكل معقول لمئات أو آلاف السنين.
- يعمل جرس أكسفورد الكهربائي بالإضافة إلى عمود كاربن بواسطة بطاريات العمود الفلطائي.

### الاحتكاك المنخفض
- في حدافة تخزين الطاقة، «يمكن أن تملك الحدافات الحديثة وقت انعدام حمل نهائي مقاس بالسنوات».[11]
- بمجرد بدء الدوران، تبدد الأجسام الموجودة في فراغ الفضاء – النجوم، والثقوب السوداء، والكواكب، والأقمار، والأقمار الصناعية المستقرة بالدوران، إلخ. – الطاقة ببطء شديد، ما يسمح لها بالدوران لفترات طويلة من الزمن. يبدد المد والجزر الذي يحدث على الأرض طاقة الجاذبية الخاصة بنظام القمر/الأرض بمتوسط يبلغ ما يقارب 3.75 تيرا واط.[12][13]
- في بعض الأنظمة الميكانيكية الكمومية (مثل الميوعة الفائقة وموصلية الفائقة)، من الممكن أن تحدث حركة احتكاك منخفضة جدًا. ومع ذلك، تتوقف الحركة عندما يصل النظام إلى حالة توازن (على سبيل المثال، يصل كل الهيليوم السائل إلى نفس المستوى). بشكل مماثل، يبدو أن تأثيرات عكس الإنتروبيا مثل السوائل الفائقة التي تتسلق جدران الحاويات تعمل بواسطة الخاصية الشعرية العادية.

### تجارب الفكر
في بعض الحالات، تبدو تجربة الفكر (أو gedanken) على أنها تجربة تقترح إمكانية حدوث حركة أبدية عبر عمليات فيزيائية مفهومة ومقبولة. ومع ذلك، في كل الحالات، وُجد خلل عندما أُخذت الفيزياء المعنية جميعها بالحسبان. تشمل الأمثلة:
- عفريت ماكسويل: قُدم هذا الجهاز بشكل أصلي من أجل أن يظهر انطباق القانون الثاني للديناميكا الحرارية إحصائيًا فقط، عبر افتراض «عفريت» يستطيع تحديد الجزيئات الطاقية واستخراج طاقتها. أظهر تحليل (وتجربة) لاحق أنه من المستحيل وجود وسيلة فيزيائية كنظام لا يسبب زيادةً إجماليةً في الإنتروبيا.
- السقاطة البراونية: في تجربة الفكر هذه، يتخيل المرء عجلة تجديف متصلةً بالسقاطة. تؤدي الحركة البراونية إلى مهاجمة جزيئات الغاز المحيطة للمجاديف، لكن لا تسمح لها السقاطة بالدوران إلا في اتجاه واحد. أظهر تحليل أكثر شمولًا أنه عند أخذ السقاطة الفيزيائية بعين الاعتبار على مقياس جزيئي، ستؤثر الحركة البراونية أيضًا على السقاطة وتسبب في فشلها بشكل عشوائي ما يؤدي إلى عدم وجود ربح صاف. بالتالي، لن يخرق الجهاز قوانين الميكانيكا الحرارية.
- طاقة الفراغ وطاقة النقطة صفر: من أجل شرح تأثيرات مثل الجسيمات الافتراضية وتأثير كازيمير، تشتمل العديد من صيغ نظرية الكم على طاقة خلفية تتخلل الفضاء الفارغ، تُعرف بطاقة الفراغ أو طاقة النقطة صفر. يعتبر المجتمع العلمي بمعظمه القدرة على استخدام طاقة النقطة صفر في عمل مفيد علمًا زائفًا.[14][15] قدم المخترعون وسائل متنوعةً في استخراج عمل مفيد من طاقة النقطة صفر،[14][16] لكن لم تظهر فعالية أي منها، ولم تُصدق أية ادعاءات لاستخراج طاقة النقطة صفر من قبل المجتمع العلمي،[17] ولا يوجد أي إثبات على إمكانية استخدام طاقة النقطة صفر في اختراق مصونية الطاقة.[18]

## طالع أيضًا
- العلوم الزائفة